# Vicente Módena
Vicente Módena († 17. Mai 1944) war ein uruguayischer Fußballspieler.

## Karriere

### Verein
Módena wurde 1908 und 1910 mit dem River Plate Football Club in der Primera División Uruguayischer Meister. 1910 war er dabei erfolgreichster Torschütze seiner Mannschaft. Es wird berichtet, dass Módena ein Weiberheld gewesen sei, der keiner Arbeit nachging und auf Kosten der Frauen gelebt habe.

### Nationalmannschaft
Módena war Mitglied der A-Nationalmannschaft Uruguays. Von seinem Debüt am 15. August 1908 im Rahmen der Copa Lipton bis zu seinem letzten Einsatz am 6. Oktober 1912 bei der Copa Newton absolvierte er nach Angaben der RSSSF 14 Länderspiele. Ein Länderspieltor erzielte er nicht. Allerdings wird sein Mitwirken auch im Länderspiel am 9. Juni 1913 gegen Argentinien bei der Copa Roque Saenz Pena vermerkt, so dass er demnach in 15 offiziellen Länderspielen auflief. Überdies kam er bei den zwei inoffiziellen Länderspielen gegen Argentinien am 25. Februar 1912 und am 27. April 1913 zum Einsatz. Er nahm mit der Celeste an der als Copa Centenario Revolución de Mayo bezeichneten Südamerikameisterschaft 1910 teil. Zudem gewann er 1910 und 1912 mit Uruguay die Copa Lipton.

### Erfolge
- Copa Lipton: 1910, 1912
- Uruguayischer Meister: 1908, 1910